# Múscul subclavi
El múscul subclavi (musculus subclavius) és un múscul cilíndric que s'origina en la unió de la costella amb el primer cartílag costal. S'insereix a la cara inferior de la clavícula. De vegades hi ha variacions; la inserció es produeix en apòfisi coracoides en lloc de la clavícula o en ambdós llocs: clavícula i el procés coracoides.
La seva funció és fer baixar la clavícula i l'espatlla. També estabilitza l'articulació esternoclavicular.
Es troba innervat pel nervi del subclavi, que procedeix del plexe braquial (C5-C6). És irrigat per l'artèria subclàvia.

## Imatges

Animació. Múscul subclavi (en vermell). Húmer i omòplat es mostren semitransparents.
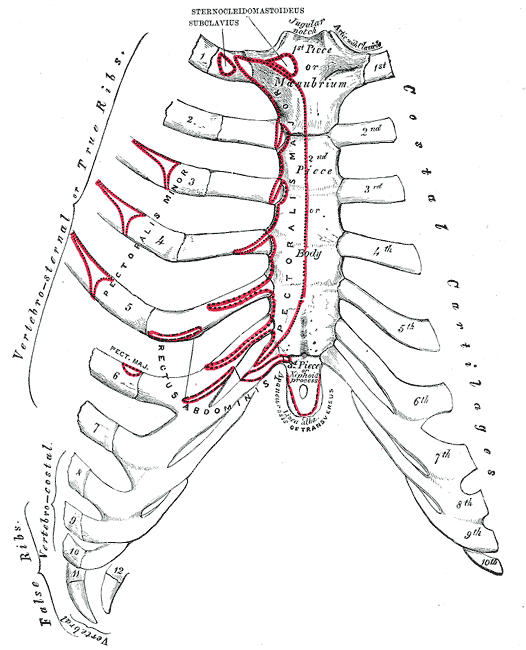
Superfície anterior de l'estern i els cartílags costals.
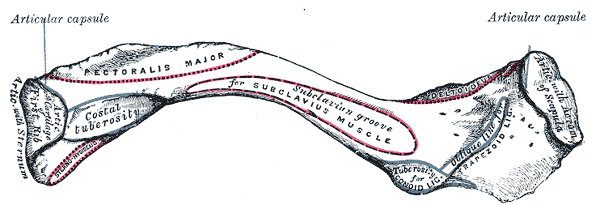
Clavícula esquerra. Superfície inferior.
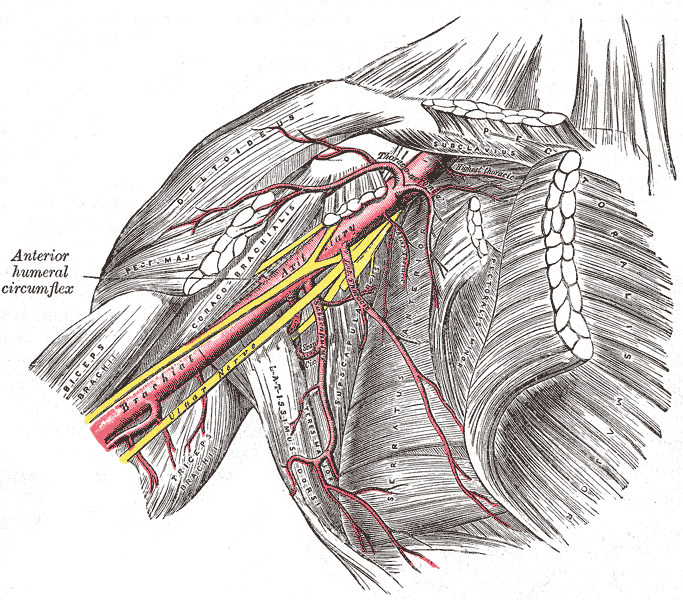
L'artèria axil·lar i les seves branques.
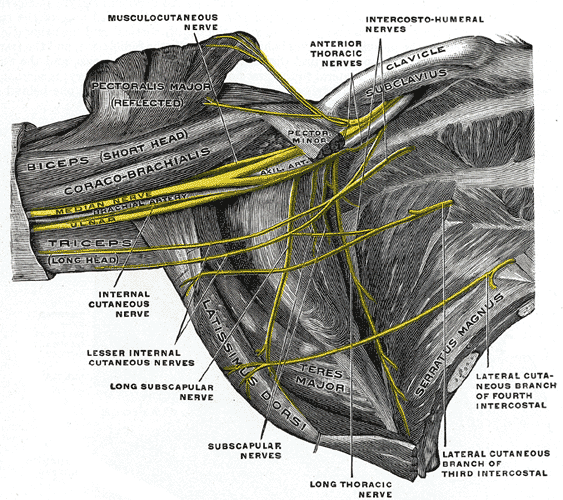
El plexe braquial dret (porció infraclavicular) a la fossa axil·lar; vista inferior i anterior.
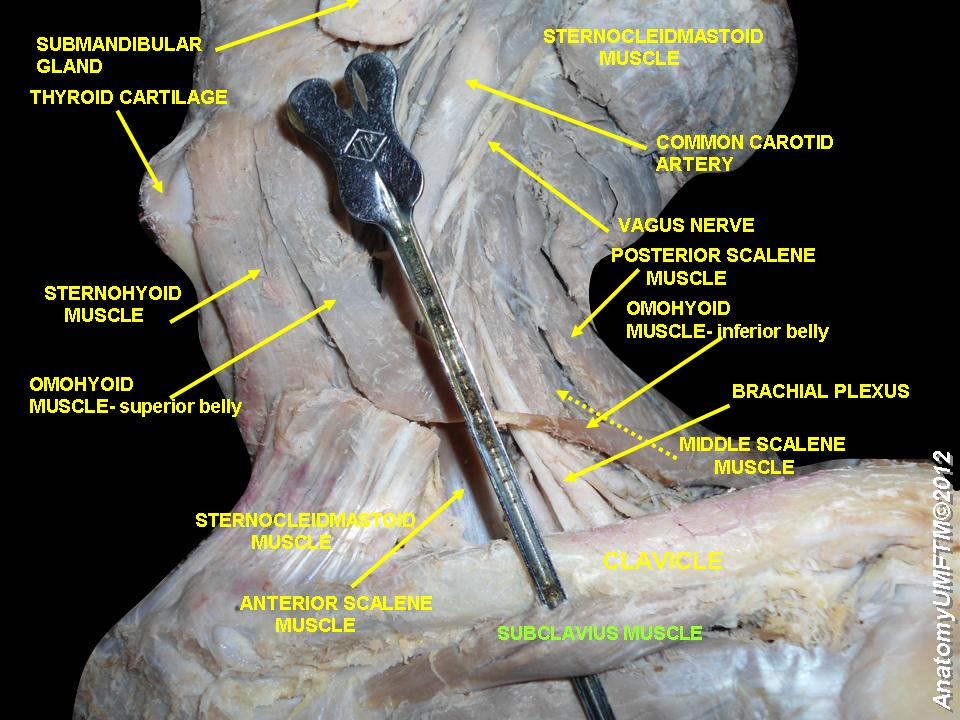
Dissecció: es mostra el múscul subclavi (costat esquerre)
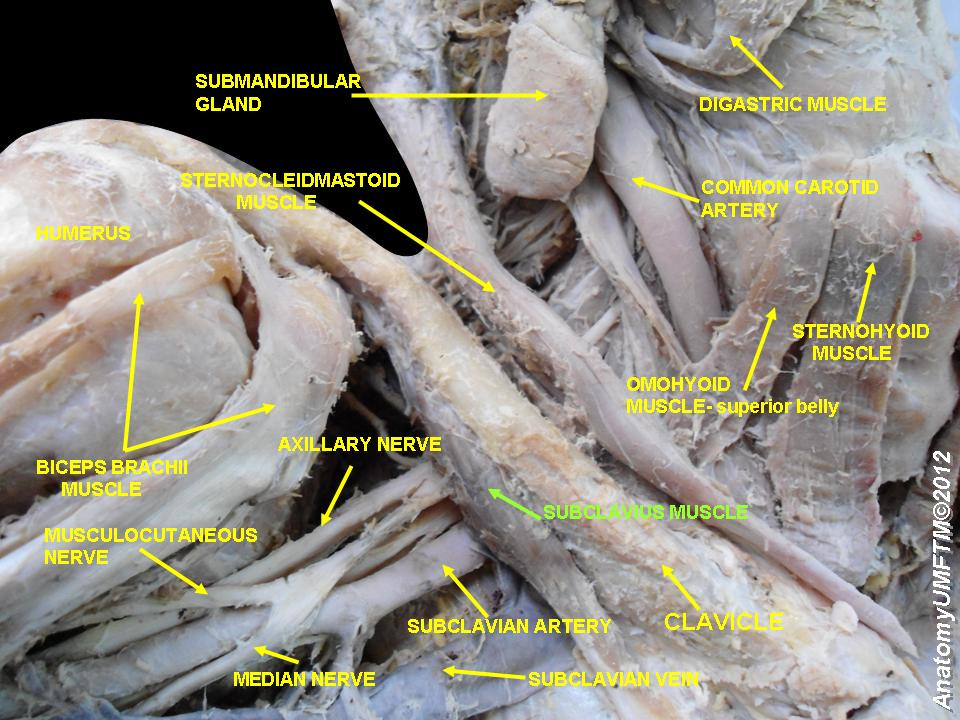
Dissecció: es mostra el múscul subclavi (costat dret)